# 4078 Polakis
4078 Polakis è un asteroide della fascia principale. Scoperto nel 1983, presenta un'orbita caratterizzata da un semiasse maggiore pari a 3,0166420 UA e da un'eccentricità di 0,1048570, inclinata di 11,63874° rispetto all'eclittica.